# William Hamilton (11e duc de Hamilton)
Pour les articles homonymes, voir William Hamilton et Hamilton.
William Archibald Alexander Hamilton, 11e duc de Hamilton et 8e duc de Brandon (19 février 1811 – 8 juillet 1863) titré comte d'Angus, avant 1819 et marquis de Douglas et Clydesdale entre 1819 et 1852, est un noble écossais et le Premier pair d’Écosse.

## Biographie
Il est le fils d'Alexander Hamilton (10e duc de Hamilton) et Susan Euphemia Beckford (en), fille de l'écrivain anglais William Thomas Beckford. Il fait ses études au Collège d'Eton et à Christ Church, à Oxford. Il est Comte-maréchal d’Écosse à partir de 1846 et Lord Lieutenant du Lanarkshire de 1852 jusqu'à sa mort.
À Mannheim, le 23 février 1843, il épouse Marie-Amélie de Bade, fille de Charles II de Bade et de Stéphanie de Beauharnais, fille adoptive de Napoléon Ier. Après son mariage, il vit principalement à Paris et à Baden-Baden, en prenant très peu d'intérêt dans les affaires britanniques. Ils ont trois enfants:
- William Douglas-Hamilton (12e duc de Hamilton) (1845-1895)
- Charles George Douglas-Hamilton, 7e comte de Selkirk (1847-1886), 11e Hussards
- Mary Victoria Hamilton (1850-1922), mariée d'abord avec le prince Albert Ier de Monaco, plus tard à Tassilo Festetics de Tolna.